# Мошурованка
Мошурованка (словац. Mošurovanka) — річка; ліва притока Тернянки, протікає в окрузі Пряшів.
Довжина приблизно 7,6-10,4 км. Витік знаходиться в масиві Чергівські гори — на висоті приблизно 550 метрів.
Протікає територією сіл Мошуров і  Заградне.. Впадає в Тернянку на висоті приблизно 300 метрів.